# Jeff Attinella
Jeff Attinella (Clearwater, 29 de setembro de 1988) é um futebolista estadunidense que atua como goleiro e joga atualmente no Real Salt Lake da Major League Soccer

## Carreira
Ingressou no Real Salt Lake pelo draft de 2011. Porém assinou seu primeiro contrato profissional com FC Tampa Bay em 22 de fevereiro de 2011. Seu primeiro jogo como profissional foi no dia 30 de abril contra o Atlanta Silverbacks. No Real Salt Lake desde a metade de 2013 e segunda opção para o gol.

## Títulos
Tampa Bay Rowdies
- North American Soccer League (1): 2012

Real Salt Lake
- Major League Soccer Conferência Oeste (1): 2013